# Yves V
Yves V, pseudonimo di Yves Van Geertsom (Anversa, 10 aprile 1981), è un disc jockey e produttore discografico belga.

## Carriera
Yves V si è subito distinto nel mondo della musica elettronica grazie a collaborazioni di prestigio come con Dimitri Vegas & Like Mike, Basto, Bassjackers, Felguk, Loopers, Blasterjaxx e Sander van Doorn, esordendo su etichette discografiche di grande fama come la Smash The House, la Doorn Records e la Spinnin' Records.
Nel corso degli anni collabora con altri artisti già affermati da tempo come Laidback Luke, Promise Land, Don Diablo, Sidney Samson, Quintino, Florian Picasso, Alok, Sam Feldt, KSHMR, Futurustic Polar Bears, Dimitri Vangelis & Wyman e Carta.
Il 14 giugno 2019 pubblica il singolo We Got That Cool, prodotto con Afrojack e Icona Pop e distribuito tramite Spinnin' Records, in grado di scalare le classifiche musicali e di ottenere un notevole successo in tutto il mondo. Nell'estate 2020 pubblica Home Now, singolo prodotto con la cantante Alida e trasmesso dalle emittenti radiofoniche di tutta Europa.

### Classifica Top 100 DJ Mag
Classifica annuale stilata dalla prestigiosa rivista DJ Magazine.
- 2014: #55
- 2015: #34
- 2016: #62
- 2017: #55
- 2018: #120[1]
- 2019: #56
- 2020: #115[2]
- 2021: #108

## Discografia

### EP
- 2019: Money Money / Show Me

### Singoli
- 2009: Licence To Play (con Guy'do)
- 2009: The Skillz (feat. MC Shurakano)
- 2009: Insane Pressure
- 2011: Madagascar (con Dimitri Vegas & Like Mike e Angger Dimas)
- 2011: Eclipse
- 2011: Shaykid (con Lazy Jay)
- 2011: CloudBreaker (con Basto)
- 2012: Mandala
- 2012: Enter My World
- 2012: Arkadia
- 2012: Bronx (con Bassjackers)
- 2012: Loops & Tings (con Dimitri Vegas & Like Mike)
- 2012: Wow (con Felguk)
- 2012: Chained (vs. Dani L Mebius)
- 2012: Amok (con Loopers e Jacob van Hage)
- 2013: Sonica (Running On A Highway) (feat. Paul Aiden)
- 2013: Umami
- 2013: That Big (con Blasterjaxx)
- 2013: Direct Diszko (con Sander van Doorn)
- 2013: What (con Romeo Blanco)
- 2013: Chrono (con Mell Tierra)
- 2014: Manga
- 2014: Crash (con Rudebo1)
- 2014: Oldschool Sound (con Chuckie)
- 2014: Wait Till Tomorrow (con Regi feat. Mitch Crown)
- 2014: Karma (con Freddy See)
- 2014: Chasing Fairytales
- 2014: Crackle (con D-Wayne)
- 2015: Memories Will Fade (con Promise Land feat. Mitch Thompson)
- 2015: Magic (con Sidney Samson)
- 2015: The Right Time (feat. Mike James)
- 2015: Octagon
- 2015: King Kobra (con Don Diablo)
- 2015: Indigo (con Skytech & Fafaq)
- 2015: Unbroken (con Quintino)
- 2016: To The Beat (con Laidback Luke feat. Hawkboy)
- 2016: On Top of The World (con Sem Thomasson feat. Ruby Prophet)
- 2016: Joker
- 2016: Daylight (con Dimitri Vangelis & Wyman)
- 2016: Condor
- 2017: Find Your Soul
- 2017: Blow (con Marc Benjamin)
- 2017: Riders On The Storm (con Robert Falcon feat. Troy Denari)
- 2017: Stay (con Matthew Hill feat. Betsy Blue)
- 2017: Sorry Not Sorry (con Carta)
- 2018: Here With You (con Florian Picasso)
- 2018: Beautiful Tonight (con Sevenn)
- 2018: Magnolia (con Hiddn)
- 2018: Running Wild (con Futuristic Polar Bears feat. PollyAbba)
- 2018: Something Like (con Zaeden feat. Jermaine Fleur)
- 2018: Durga (con Mariana Bo)
- 2018: Innocent (con Alok feat. Gavin James)
- 2019: Teenage Crime (con Matthew Hill e Adrian Lux)
- 2019: No Regrets (con KSHMR)
- 2019: One Day (con Sam Feldt feat. Rozes)
- 2019: My Friend
- 2019: We Got That Cool (con Afrojack feat. Icona Pop)
- 2020: Not So Bad (con Ilkay Sencan feat. Emie)
- 2020: Halfway (con Bhaskar feat. Twan Ray
- 2020: Home Now (feat. Alida)
- 2020: High Like This (con FR!ES)
- 2021: Echo
- 2021: Dernière Danse (con Axel Cooper & SHANGUY)
- 2021: Alone Again (con SESA feat. Pollyanna)
- 2021: Finally (con HUGEL)
- 2021: Forget You (con Robert Falcon e Jimmy Clash)

### Remix
- 2019: Galantis – Emoji (Yves V Remix)
- 2019: Steve Aoki feat. Mike Posner – A Lover and a Memory (Yves V Remix)
- 2019: Brother Leo – Shine (Yves V Remix)
- 2019: Alle Farben – As Far As Feelings Go (Yves V Remix)